# Макарий (архиепископ Астраханский)

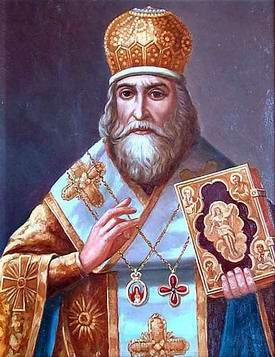
Портрет XIX в.

Архиепископ Макарий — епископ Русской православной церкви, архиепископ Астраханский и Терский.

## Биография
Был игуменом Иоанно-Предтеченского монастыря в Казани, из которого 16 мая 1613 года был переведен архимандритом Казанского Спасо-Преображенского монастыря.
13 января 1629 года хиротонисан во епископа Астраханского и Терского с возведением в сан архиепископа.
В 1628—1629 годы, даны были Троицкому манастырю две царския грамоты, укреплявшия за ним права на рыбныя ловли Чаганския и Карасинския, отнимавшияся у монастыря посадскими людьми.
Архиепископом Макарием дана была грамота в 1631 году 28 апреля игумену Вознесенскаго монастыря Герасиму с братиею на рыбную ловлю в реке Кутуме, от устья ея (из Волги) до впадения в реку Болду у Щучьего острова.
В архиве Астраханскаго кафедральнаго собора хранятся две челобитных архиепископа Макария. В первой челобитной на имя царя и великаго князя Михаила Феодоровича архиепископ Макарий пишет, что в 1630 и 1631 годы черноярский воевода три раза захватывал посланцев его, отнимал у них собранныя ими деньги венечныя и другия, а одного из них, Ивашку новокрещенца, задержал у себя. Всех денег он отнял более 500 руб. А когда племянник Макария ехал из Казани, то Черноярский воевода отнял у него муку пшеничную и ржаную и другую провизию. Макарий писал воеводе и требовал возвратить отнятое, но не получил удовлетворения. Поэтому Макарий в челобитной и просил себе защиты у царя Михаила Феодоровича.
В другой челобитной на имя царя Михаила Феодоровича, цесаревича Алексея Михайловича и патриapxa Филарета он пишет, что прибывшие 24 сентября 1632 года в Астрахань яицкие и вольские атаманы-казаки пришли к нему 28 сентября и просили выпустить из тюрьмы казаков, с тем чтобы взять их с собою на войну против поляков, и что сами сидевшие в тюрьме казаки подали Макарию челобитную о выпуске их из тюрьмы, обещаясь под присягою искупить свои вины в войне с поляками, литовцами и другими недругами Государя. 30 сентября Макарий просил Астраханских воевод Ивана Салтыкова и Григория Житова сделать совещание по делу о челобитной казаков. Но они, пришедши к нему на двор и в келию, челобитную читать не велели, и его Макария начали бранить непристойною бранью, а дьяк Иван Трофимов избил Макария «и бороду драл и посох из рук отнял и я обезчещен», почему и просил себе защиты.
Скончался 28 января 1638 года.